# Nogentel
Nogentel est une commune française située dans le département de l'Aisne, en région Hauts-de-France.
Ses habitants sont appelés les Nogentellois.

## Géographie

### Situation

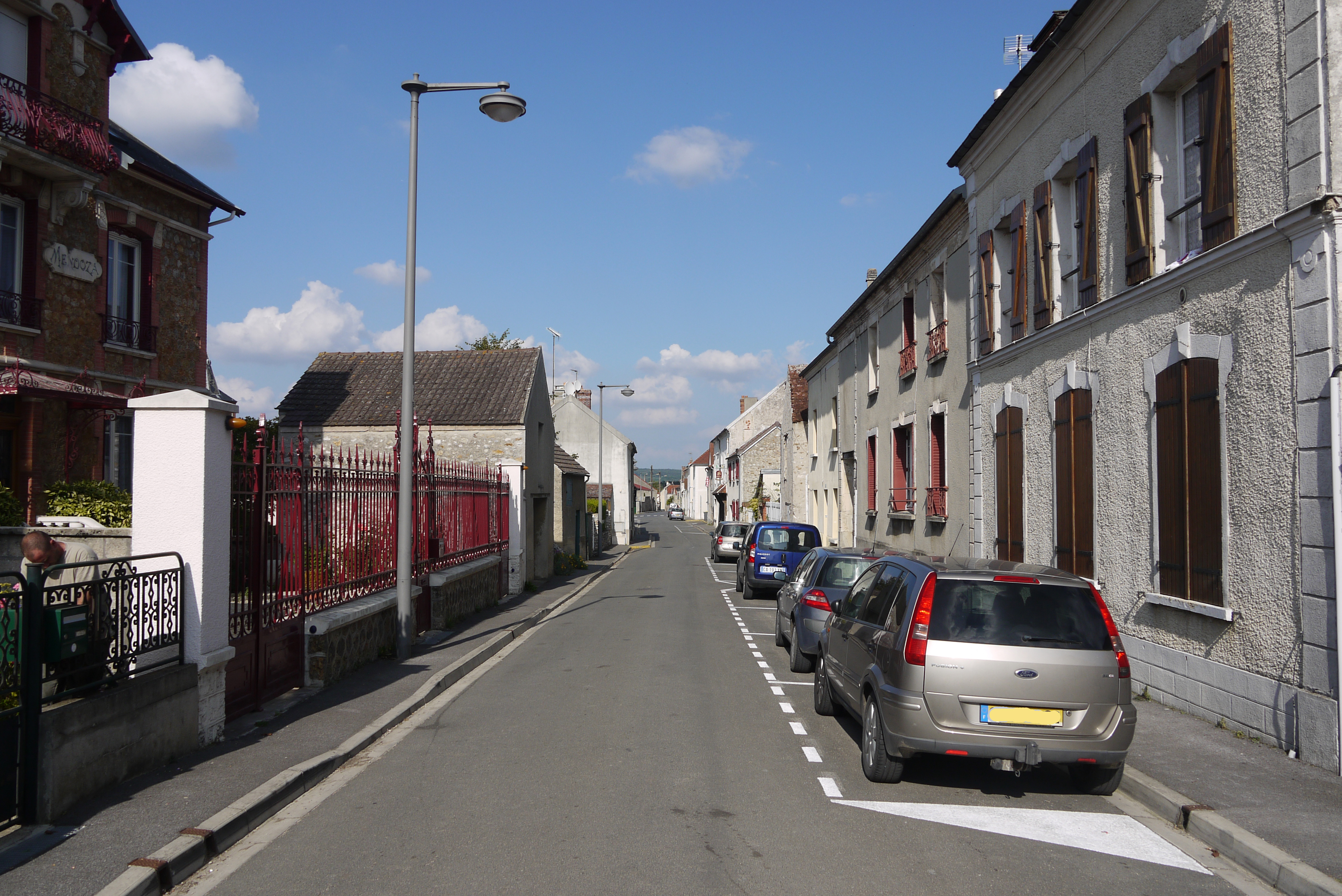
Avenue de la Libération.

Nogentel est un village-rue situé sur la rive gauche de la vallée de la Marne, à 4,5 km au sud de Château-Thierry.
Le terroir de Nogentel se compose d'une partie en vallée, d'une partie boisée pentue à la base de laquelle se trouvent des vignes en appellation champagne ; au-dessus se situe le plateau de la Brie.

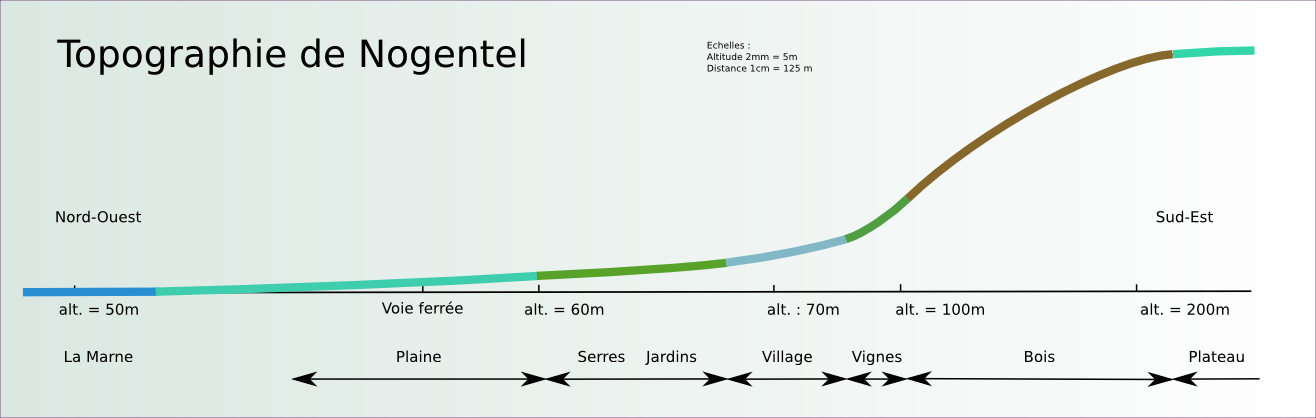
Topographie de Nogentel.

| Essômes-sur-Marne | Château-Thierry | Étampes-sur-Marne  |
|                   | Nogentel        | Nesles-la-Montagne |
| Chézy-sur-Marne   |                 |                    |

### Lieux-dits et écarts
Le Luxembourg, la Charmoie.

### Hydrographie
La commune est située dans le bassin Seine-Normandie. Elle est drainée par l'aqueduc de la Dhuis, le canal 01 de la commune de Château-Thierry, le ru de Nesles et le ruisseau des Norvins,,.
L'aqueduc de la Dhuis est un un aqueduc souterrain d'Île-de-France et d'Aisne, construit entre 1863 et 1865. Il sert à fournir en eau les communes du Val d'Europe, dont le complexe Disneyland Paris à l'est de l'Île-de-France.

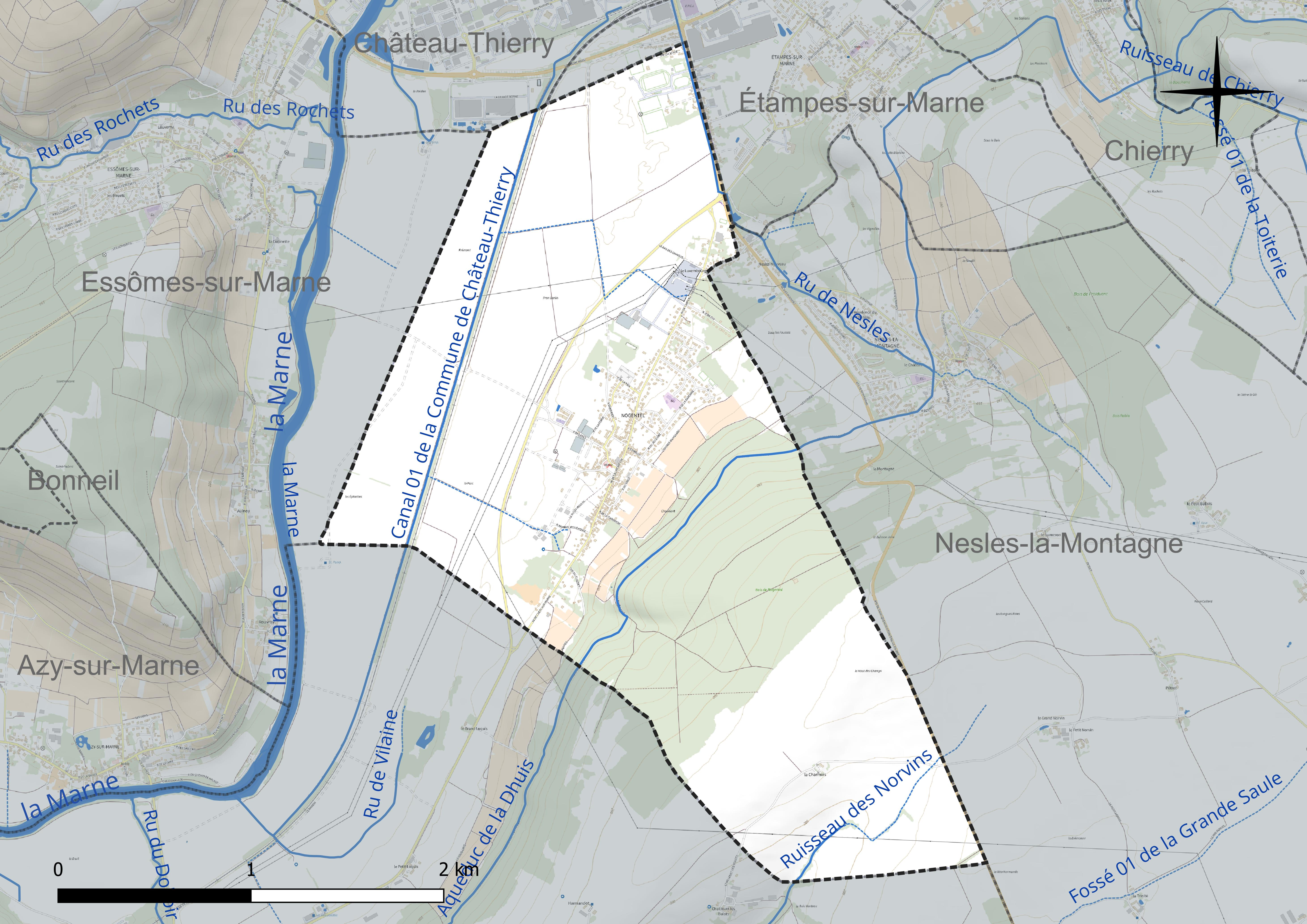
Réseau hydrographique de Nogentel.

### Climat
Pour des articles plus généraux, voir Climat des Hauts-de-France et Climat de l'Aisne.
En 2010, le climat de la commune est de type climat océanique dégradé des plaines du Centre et du Nord, selon une étude du CNRS s'appuyant sur une série de données couvrant la période 1971-2000. En 2020, Météo-France publie une typologie des climats de la France métropolitaine dans laquelle la commune est exposée à un climat océanique altéré et est dans la région climatique Nord-est du bassin Parisien, caractérisée par un ensoleillement médiocre, une pluviométrie moyenne régulièrement répartie au cours de l'année et un hiver froid (3 °C).
Pour la période 1971-2000, la température annuelle moyenne est de 10,5 °C, avec une amplitude thermique annuelle de 15,3 °C. Le cumul annuel moyen de précipitations est de 735 mm, avec 11,6 jours de précipitations en janvier et 8,6 jours en juillet. Pour la période 1991-2020, la température moyenne annuelle observée sur la station météorologique la plus proche, située sur la commune de Blesmes à 4 km à vol d'oiseau, est de 10,6 °C et le cumul annuel moyen de précipitations est de 713,0 mm,. Pour l'avenir, les paramètres climatiques de la commune estimés pour 2050 selon différents scénarios d'émission de gaz à effet de serre sont consultables sur un site dédié publié par Météo-France en novembre 2022.

## Urbanisme

### Typologie
Au 1er janvier 2024, Nogentel est catégorisée ceinture urbaine, selon la nouvelle grille communale de densité à 7 niveaux définie par l'Insee en 2022.
Elle appartient à l'unité urbaine de Nesles-la-Montagne, une agglomération intra-départementale dont elle est une commune de la banlieue,. Par ailleurs la commune fait partie de l'aire d'attraction de Château-Thierry, dont elle est une commune de la couronne,. Cette aire, qui regroupe 52 communes, est catégorisée dans les aires de moins de 50 000 habitants,.

### Occupation des sols
L'occupation des sols de la commune, telle qu'elle ressort de la base de données européenne d'occupation biophysique des sols Corine Land Cover (CLC), est marquée par l'importance des territoires agricoles (67,4 % en 2018), une proportion identique à celle de 1990 (67,4 %). La répartition détaillée en 2018 est la suivante : terres arables (62,3 %), forêts (21,7 %), zones urbanisées (9,6 %), cultures permanentes (3,9 %), zones industrielles ou commerciales et réseaux de communication (1,4 %), prairies (1,1 %).
L'évolution de l'occupation des sols de la commune et de ses infrastructures peut être observée sur les différentes représentations cartographiques du territoire : la carte de Cassini (XVIIIe siècle), la carte d'état-major (1820-1866) et les cartes ou photos aériennes de l'IGN pour la période actuelle (1950 à aujourd'hui).

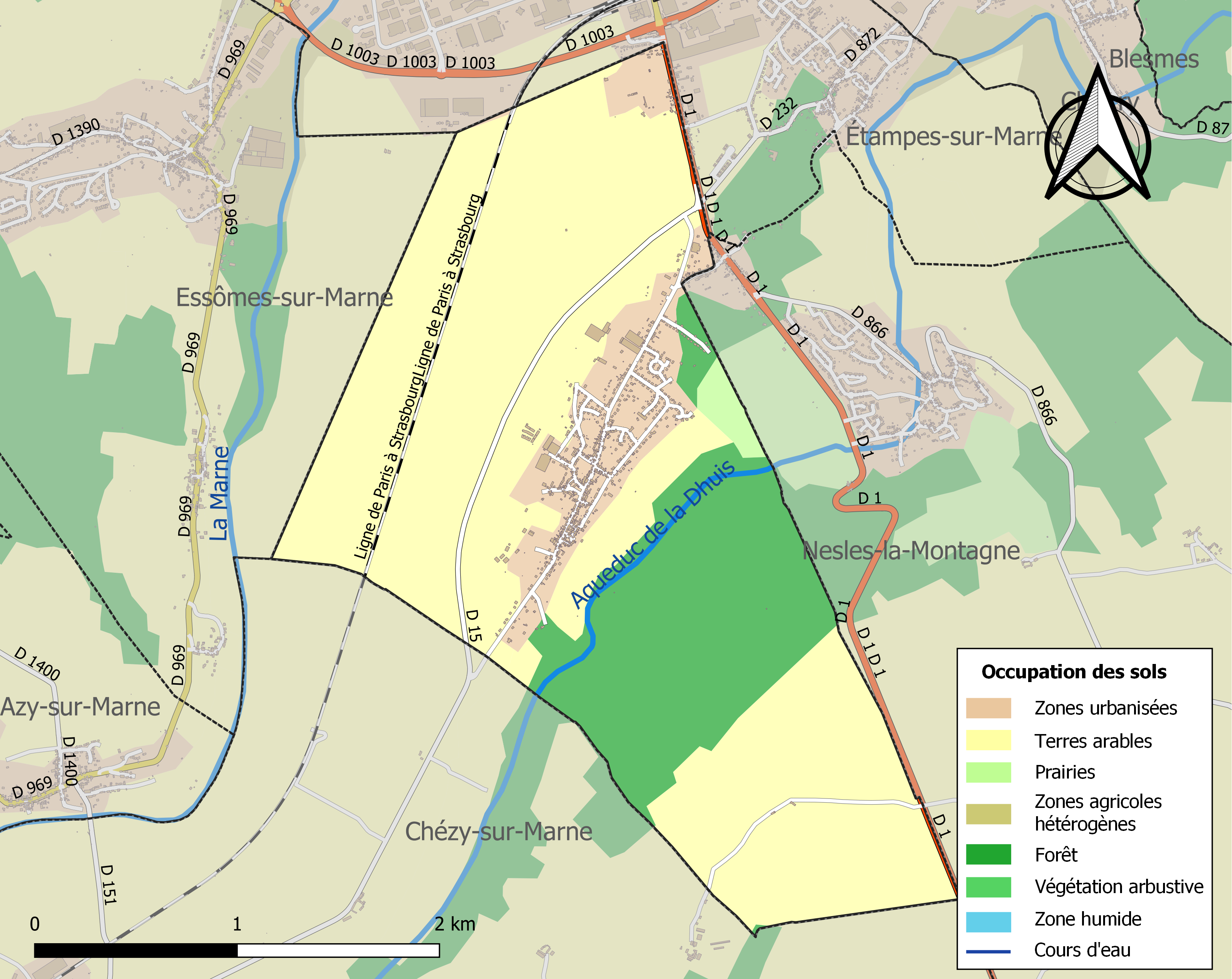
Carte de l'occupation des sols de la commune en 2018 (CLC).

## Toponymie
Le nom de la localité est attesté sous les formes Nogentellum (1260) ; Nongentel (1384).

## Histoire

### Révolution française et Empire
La bataille de Château-Thierry en 1814 se déroula en partie sur la commune.
Une plaque commémorative est installée dans le bois en haut du village.

### Époque contemporaine
En mars 1951 est créé à Nogentel le premier télé-club, expérience télévisuelle collective. Installé à Nogentel en 1945, un instituteur, Alfred Beaufort, met en application la méthode d'enseignement initiée par Célestin Freinet, pédagogue du début du siècle, donnant aux écoliers nogentellois le goût de l'entreprise collective, et celui de la modernité. C'est dans cette dynamique qu'Alfred Beaufort, ses élèves, et Roger Louis, pionnier de la télévision (5 colonnes à la une), s'emploient à solliciter l'esprit de communauté des villageois en organisant dans la salle de classe une démonstration de réception télévisée pour ensuite proposer aux habitants de Nogentel l'achat collectif d'un poste de télévision… C'est ainsi qu'en 1951 naît à Nogentel le premier télé-club de l'histoire.

## Politique et administration

### Découpage territorial
La commune de Nogentel est membre de la communauté d'agglomération de la Région de Château-Thierry, un établissement public de coopération intercommunale (EPCI) à fiscalité propre créé le 1er janvier 2017 dont le siège est à Étampes-sur-Marne. Ce dernier est par ailleurs membre d'autres groupements intercommunaux.
Sur le plan administratif, elle est rattachée à l'arrondissement de Château-Thierry, au département de l'Aisne et à la région Hauts-de-France. Sur le plan électoral, elle dépend du  canton d'Essômes-sur-Marne pour l'élection des conseillers départementaux, depuis le redécoupage cantonal de 2014 entré en vigueur en 2015, et de la cinquième circonscription de l'Aisne  pour les élections législatives, depuis le dernier découpage électoral de 2010.

### Administration municipale

#### Liste des maires
| Période                                  | Période                       | Identité          | Étiquette | Qualité                         |
| ---------------------------------------- | ----------------------------- | ----------------- | --------- | ------------------------------- |
| avant 1875                               | après 1876                    | Roger             |           |                                 |
| Les données manquantes sont à compléter. |                               |                   |           |                                 |
| juin 1995                                | mai 2020                      | Christian Mahieux | PRG       | Réélu pour le mandat 2014-2020, |
| mai 2020                                 | En cours (au 13 juillet 2020) | Régis Burel       |           |                                 |

## Population et société

### Démographie
L'évolution du nombre d'habitants est connue à travers les recensements de la population effectués dans la commune depuis 1793. Pour les communes de moins de 10 000 habitants, une enquête de recensement portant sur toute la population est réalisée tous les cinq ans, les populations de référence des années intermédiaires étant quant à elles estimées par interpolation ou extrapolation. Pour la commune, le premier recensement exhaustif entrant dans le cadre du nouveau dispositif a été réalisé en 2005.

En 2022, la commune comptait 1 106 habitants, en évolution de +10,05 % par rapport à 2016 (Aisne : −1,97 %, France hors Mayotte : +2,11 %).
| 1793 | 1800 | 1806 | 1821 | 1831 | 1836 | 1841 | 1846 | 1851 |
| ---- | ---- | ---- | ---- | ---- | ---- | ---- | ---- | ---- |
| 413  | 436  | 464  | 345  | 482  | 463  | 514  | 569  | 528  |

| 1856 | 1861 | 1866 | 1872 | 1876 | 1881 | 1886 | 1891 | 1896 |
| ---- | ---- | ---- | ---- | ---- | ---- | ---- | ---- | ---- |
| 513  | 523  | 510  | 506  | 489  | 500  | 480  | 490  | 485  |

| 1901 | 1906 | 1911 | 1921 | 1926 | 1931 | 1936 | 1946 | 1954 |
| ---- | ---- | ---- | ---- | ---- | ---- | ---- | ---- | ---- |
| 460  | 398  | 431  | 460  | 501  | 532  | 554  | 526  | 555  |

| 1962 | 1968 | 1975 | 1982  | 1990  | 1999  | 2005  | 2006  | 2010  |
| ---- | ---- | ---- | ----- | ----- | ----- | ----- | ----- | ----- |
| 579  | 617  | 831  | 1 012 | 1 128 | 1 032 | 1 058 | 1 061 | 1 019 |

| 2015  | 2020  | 2022  | - | - | - | - | - | - |
| ----- | ----- | ----- | - | - | - | - | - | - |
| 1 007 | 1 100 | 1 106 | - | - | - | - | - | - |

## Culture locale et patrimoine

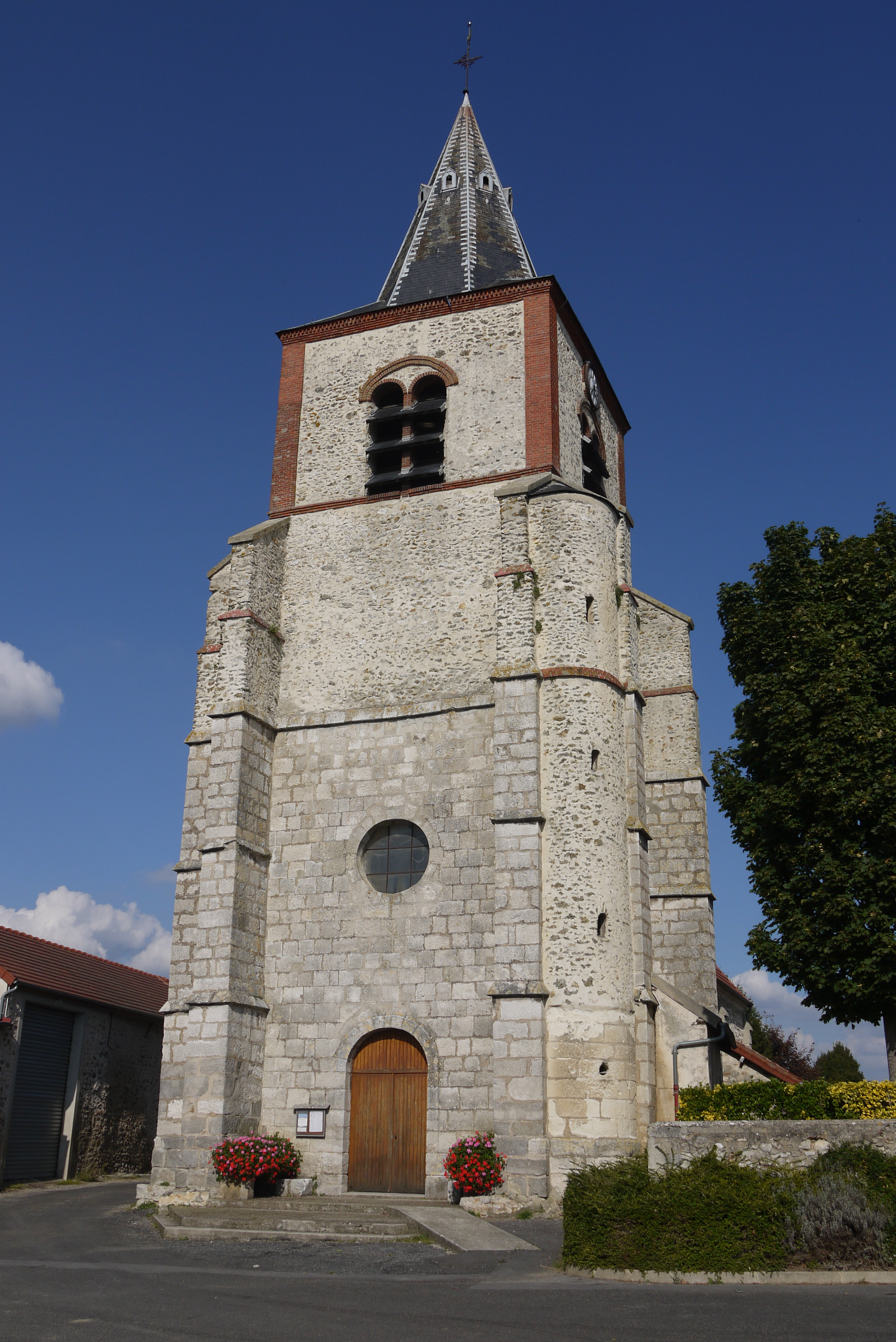
L'église.

### Lieux et monuments
- L'aqueduc de la Dhuis.
- Coteaux boisés dominant la vallée de la Marne.
- Passage du sentier de grande randonnée GR 14.
- Église Saint-Médard.

### Héraldique
| Blason de Nogentel | Blason  | De gueules au lion d'or allumé, armé et lampassé du champ. Ornements extérieursCroix de guerre 1914-1918 |
| Blason de Nogentel | Détails | Le statut officiel du blason reste à déterminer.                                                         |